# Raymond II av Tripoli
Raymond II av Tripoli, född 1115, död 1152, var en monark (greve) av Tripolis från 1137 till 1152. Han var gift med Hodierna av Jerusalem.